# Starîi Martîniv, Halîci
Starîi Martîniv (în ucraineană Старий Мартинів) este localitatea de reședință a comunei Starîi Martîniv din raionul Halîci, regiunea Ivano-Frankivsk, Ucraina.

## Demografie
Componența lingvistică a localității Starîi Martîniv
     Ucraineană (99,79%)
     Alte limbi (0,21%)
Conform recensământului din 2001, majoritatea populației localității Starîi Martîniv era vorbitoare de ucraineană (99,79%), existând în minoritate și vorbitori de alte limbi.